# Zygmunt Honiek
Zygmunt Honiek (ur. 4 maja 1894 w Będzinie, zm. 1960 w Sosnowcu) – polski malarz i pedagog.
Rozpoczął studia na Wydziale Architektury na Uniwersytecie w Gandawie, ale wybuch I wojny światowej sprawił, że przerwał edukację i powrócił do rodzinnego miasta. 15 października 1914 zaciągnął się do oddziału strzeleckiego Legionów Polskich, służył w baonie uzupełnień 1 Brygady pod dowództwem kpt. Leona Berbeckiego. Następnie zaszeregowano go w 4 kompanii 1 Pułku Piechoty, a następnie w baonie uzupełnień 1 Pułku Piechoty.
Po przejściu do rezerwy rozpoczął studia na krakowskiej Akademii Sztuk Pięknych w pracowni Józefa Pankiewicza. Dyplom obronił w 1928 i rozpoczął pracę w katowickim liceum im. Mikołaja Kopernika. W wolnym czasie tworzył, swoje prace wystawiał z Towarzystwem Przyjaciół Sztuk Pięknych w Krakowie i należał do Kwadryga. Po 1945 wielokrotnie zmieniał miejsce pracy m.in. w Liceum im. Juliusza Słowackiego w Chorzowie, był przewodniczącym sosnowieckiego oddziału Związku Polskich Artystów Plastyków. W 1945 był współzałożycielem grupy artystycznej "Zagłębie".